# Serra de la Vall (Aguilar de Segarra)
La Serra de la Vall és una serra situada entre els municipis d'Aguilar de Segarra, Fonollosa i Rajadell a la comarca del Noguera, amb una elevació màxima de 873 metres.